# Marianne Werdel-Witmeyer
Marianne Werdel-Witmeyer (* 17. Oktober 1967 in Los Angeles, Kalifornien als Marianne Werdel) ist eine ehemalige US-amerikanische Tennisspielerin.
Ihren größten Erfolg erzielte sie bei den Australian Open 1995. Nach einem Erstrundensieg gegen Gabriela Sabatini erreichte sie das Halbfinale. Dort unterlag sie Arantxa Sánchez Vicario, die Werdel-Witmeyer im Laufe des Jahres aber noch zweimal besiegen konnte – unter anderem auch, als Sánchez die Nummer 1 der Welt war.
Ihre beste Ranglistenposition erreichte Werdel-Witmeyer am 9. Oktober 1995 mit Platz 21.

## Abschneiden bei Grand-Slam-Turnieren

### Einzel
| Turnier         | 1985 | 1986 | 1987 | 1988 | 1989 | 1990 | 1991 | 1992 | 1993 | 1994 | 1995 | 1996 | 1997 | Karriere |
| --------------- | ---- | ---- | ---- | ---- | ---- | ---- | ---- | ---- | ---- | ---- | ---- | ---- | ---- | -------- |
| Australian Open | —    | —    | 3    | 2    | 3    | 1    | —    | 1    | —    | —    | HF   | —    | 1    | HF       |
| French Open     | —    | —    | 1    | —    | 2    | 1    | 1    | 1    | 1    | 2    | 1    | 1    | —    | 2        |
| Wimbledon       | —    | —    | 1    | 1    | —    | 1    | 3    | 2    | 3    | 2    | 1    | 1    | —    | 3        |
| US Open         | 2    | 2    | 1    | 1    | 1    | 1    | 1    | 1    | 1    | 2    | 2    | 1    | —    | 2        |

## Persönliches
Verheiratet ist sie mit Ron Witmeyer.